# Фрикативные согласные
Фрикативные согласные (от лат. fricare «тереть», фрикативы), также называемые щелевы́ми, щелинными, фрикати́вами и спира́нтами — согласные, при артикуляции которых артикуляторы подходят близко друг к другу, но не смыкаются полностью, в результате чего в ротовой полости происходят турбулентные колебания воздуха, создающие заметный шум.
К фрикативным согласным относятся, например, губно-зубные [f], [v] и зубные [s], [z].
Среди фрикативных согласных выделяются, в частности, свистящие (сибилянты, как [s], [z]), шипящие ([ʃ], [ʒ]) и боковые спиранты, как например [ɬ], встречающийся в валлийском языке, во многих кавказских (абхазо-адыгских и нахско-дагестанских) и индейских языках (чероки, атабаскские языки, вакашские языки, цимшианские языки) или языке зулу.

## Языки без фрикативных согласных
В мире существуют языки, в которых фрикативные согласные не отмечаются совсем: к таковым относятся, в частности, многие австралийские языки и некоторые папуасские языки (например, йимас). Свистящие и шипящие (но не губно-зубные) фрикативные согласные отсутствуют в некоторых полинезийских языках, как например маори, гавайский и рапануйский. 